# Barh Sara
Barh Sara là một tỉnh của Chad ở vùng Mandoul, một vùng của Chad với thủ phủ là Moïssala.

## Hành chính
Tỉnh gồm 5 phó tỉnh (sous-préfectures):
- Béboro
- Békourou
- Bouna
- Dembo
- Moïssala